# Magdalena Radulescu
 (septembre 2018).
Si vous disposez d'ouvrages ou d'articles de référence ou si vous connaissez des sites web de qualité traitant du thème abordé ici, merci de compléter l'article en donnant les références utiles à sa vérifiabilité et en les liant à la section « Notes et références ».
Magdalena Rădulescu (12 février 1902 - 4 mars 1983), artiste peintre roumaine, ayant étudié l'art à Munich et à Paris avec pour professeurs Prinet et Angerer à la Grande-Chaumière. 

## Biographie
À l'âge de 24 ans, elle épousa le célèbre artiste italien, Massimo Campigli (1895-1971). Ces deux artistes ont travaillé et voyagé à travers l'Europe, résidant la plupart du temps en Italie, en Roumanie et en France. Le couple divorça en 1939. 
Magdalena a remporté des succès surtout en dehors de son pays natal où elle avait passé la plupart de sa vie tout en exposant à Paris, Nice, Lyon, Milan, Rome, Londres et Lausanne. 
Ses sujets de prédilection étaient des personnages principalement carnavalesques, des scènes avec des danses folkloriques roumaines, des mariages, des scènes traditionnelles - tous représentés avec exubérance, énergie et vitalité.
Ses tableaux renvoient souvent à la culture roumaine mais avec un traitement hiératique qui en exclut toute dimension folklorique. Le sujet, prétexte initial, s'estompe par une distanciation nostalgique puis se soumet lorsque la forme, la couleur et le rythme s'emparent du signifiant de l’œuvre. C'est alors que la magie de Magdalena se révèle, nous proposant, comme chez Frida Kalho, des passerelles vers un univers intemporel ou la figure n'est plus que signe.
Aux cimes de l'âme de sa nation, le mystique et l'absurde distordent l'image convenue du réel. Le rejet d'une condition sociale dictée par des lois triviales la pousse vers la sacralisation du geste plastique. De là découle la proximité avec le symbolisme et le surréalisme.
La quête d'une écriture primitiviste relève d'une tradition populaire séculaire qui trouve ses racines dans les croyances et les superstitions d'une société agraire. Il convient ainsi de souligner dans l'iconographie de l'artiste, l'usage répété de la croix de Saint André qui n'est autre que le fondateur de l'église orthodoxe roumaine, croix encore présente dans de nombreuses maisons ou les habitants pratiquent encore la religion. L'héritage Scythe lui fournit entre autres le goût de la représentation des chevaux.
Elle tient une place centrale dans l'art de l'histoire moderne de son pays. Ses peintures nous font toucher de manière sincère le cœur du peuple Roumain. Pour autant son style et son écriture s'inscrivent dans le courant moderniste à l'image d'autres inclassables, qu'elle a côtoyé à Paris et en France: Brancusi, Giacometti, etc.
Sa production dispersée ainsi que son statut d'"émigrée" de son propre pays et enfin sa vision intransigeante de la société humaine, n'ont pas contribué à la juste promotion de son art. Il n'est nul doute qu'avec le temps Magdalena Radulescu trouvera la place qui lui revient: celle d'artiste majeur dans l'histoire de la Roumanie.